# Hard-edge
Hard-edge painting é um estilo de pintura em que há transições abruptas de cor entre as áreas coloridas, as quais geralmente são de uma única cor. É um estilo relacionado a Op art.
O Hard Edge Painting (pintura com contorno marcado) surgiu em Nova York, adotando o rigor do controle da técnica em função da liberdade sugerida pelo Expressionismo Abstrato. A pintura Hard Edge usa formas simples e contornos rígidos. Os quadros são precisos e frios, como se feitos à máquina. Foi neste estilo de arte que os artistas passaram a usar telas em que seus formatos de triângulos, círculos e outras formas irregulares passaram a tornar-se parte da composição.
O Hard-edge é a pintura em que as transições bruscas são encontradas entre as áreas de cor. Áreas de cor são muitas vezes de uma invariável cor. Transições de cor, muitas vezes ocorrem ao longo de linhas retas, porém as bordas curvilíneas de áreas de cores também são comuns.
O termo foi inventado pelo escritor Jules Langsner em 1959 para descrever o trabalho dos pintores da Califórnia, que, em sua reação às formas ou pintura gestual do expressionismo abstrato, aprovou uma aplicação de pintura impessoal e conscientemente áreas delimitadas de cor com particular nitidez e clareza. Esta abordagem à pintura abstrata se generalizou na década de 1960, embora a Califórnia fosse o centro criativo.